# Trogoderma signatum
Trogoderma signatum là một loài bọ cánh cứng trong họ Dermestidae. Loài này được Sharp miêu tả khoa học năm 1877.